# Saint-Pierre-du-Mont, Nièvre
Saint-Pierre-du-Mont là một xã của tỉnh Nièvre, thuộc vùng Bourgogne-Franche-Comté, miền trung nước Pháp.